# Morterone
Morterone är en ort och kommun i provinsen Lecco i regionen Lombardiet i Italien. Kommunen hade 33 invånare (2018).